# Leighton Buzzard
Leighton Buzzard è una cittadina di 32 417 abitanti della contea del Bedfordshire, in Inghilterra. Fa parte della parrocchia civile di Leighton-Linslade.